# 構造湖
構造湖（こうぞうこ、英語: tectonic lake）とは、湖の成立原因による分類の1つで、地殻に何らかの原因で力が加わった結果発生した、断層や褶曲などの地殻変動によって形成された湖である。
日本にある構造湖は断層を成因とする地溝湖（断層湖）であることが多い。

## 特徴
構造湖は地殻変動によって、地面が陥没して、そこに水が溜まって形成された湖である。他の成因の湖とは異なり、しばしば、その成因の地殻変動が長期間にわたって継続しているため、湖ができた時期が古く、その後も地面が陥没し続けてきたため、流入河川などから流入する土砂などの堆積によって埋まらずに、長期間にわたって存在してきた湖が目立つ。例えば、琵琶湖は次第に埋まって浅くなってきた場所も見られる一方で、断層の活動によって、ある程度の水深を保っている場所も存在する。地球上に現存する湖の中で「古代湖」と呼ばれる湖を成因によって分類すると、それは構造湖である場合が多い。
そして、やはり地面が陥没を続けてきたために、代表的な構造湖として知られる、バイカル湖やタンガニーカ湖のように、非常に水深の深い湖も存在する。
なお、これ以外に代表的な構造湖としては、ネス湖、チチカカ湖が挙げられる。参考までに、日本列島では、諏訪湖や青木湖などが構造湖に該当する。これらの例を見れば明らかなように、構造湖だから必ず大規模であるとは言えない
同様に、構造湖だから必ず水深が深いとも言えない

## その他の成因の湖
氷河湖（氷食湖）
かつて氷河が侵食して形成された窪地に、その後の温暖化によって氷河が消えて残された湖である。五大湖のような大規模な湖も存在する。
火口湖
火山噴火後の火口に水が溜まってできた湖である。
カルデラ湖
火山噴火後にカルデラが形成され、そこに水が溜まってできた湖である。通常は、火口湖より規模が大きい。水深が深い場合もある。
堰止湖
大規模な地滑りや、火山噴火に伴う山体崩壊などによって、河川が堰き止められてできた湖である。要するに、天然のダム湖である。
河跡湖
河川の流路が自然に変化した結果、残された湖である。河川が蛇行している場所で見られる三日月湖が代表例である。
海跡湖
かつては海であった場所が、地面の一部が隆起したなどの要因で海から切り離された湖である。例えば、浜名湖が該当する。
潟湖（ラグーン）
潮流などによって砂が運ばれ、砂洲や沿岸洲が伸びた結果、これに海の一部が閉じ込められてできた湖である。例えば、サロマ湖が該当する。